# Karašica (Drava)
Karašica je rijeka u istočnoj Hrvatskoj, desni pritok Drave.

## Opis
Karašica je duga 91 km (po nekim izvorima 93 km), površina porječja joj je 936 km². Nastaje jugoistočno od Čađavice od Voćinske rijeke (koja izvire podno Papuka) i Vojlovice. Teče usporedo s Dravom, u koju se ulijeva istočno od Petrijevaca. Najveći joj je pritok Vučica. Odvodnjava istočni dio podravske ravnice. Ima nivalno-pluvijalni režim s najvišim vodostajem u kasno proljeće (kopnjenje snijega) i u jesen. U srednjem i donjem toku Karašice i Vučice provedeni su hidromelioracijski radovi za obranu od poplava.
Karašica je naziv i rječice u Baranji, desnog pritoka Dunava.

## Vanjske poveznice
|  | Zajednički poslužitelj ima još gradiva o temi Karašica (Drava) |